# Coelospermum fragrans
Coelospermum fragrans là một loài thực vật có hoa trong họ Thiến thảo. Loài này được (Montrouz.) Baill. ex Guillaumin mô tả khoa học đầu tiên năm 1930.